# Tillus notatus
Tillus notatus är en skalbaggsart som beskrevs av Johann Christoph Friedrich Klug 1842. Tillus notatus ingår i släktet Tillus och familjen brokbaggar. Inga underarter finns listade i Catalogue of Life.